# Za marny grosz
Za marny grosz (Aunque mal paguen, 2007) – wenezuelska telenowela z 2007 roku. Serial składa się z 172 odcinków, każdy po 60 minut. Serial emitowany jest w Polsce przez telewizję Zone Romantica. Telenowela była kręcona w El Guayabo, Wenezuela. 

## Opis fabuły
Historia matki i córki, które nie widziały się od 20 lat. Soledad (Maria Antonieta Castillo) mieszkająca w miasteczku El Guayabo, jest spokojną pełną życia dziewczyną. Na swojej drodze spotyka Alejandro Aguerrevere (Miguel de León), który jest deweloperem, zdeterminowanym, by wybudować ośrodek wypoczynkowy przy plaży, dokładnie w miejscu, w którym leży osada. Zostaje jednak brutalnie pobity, traci pamięć. Aby zapobiec budowie mieszkańcy szukają pomysłu. Podczas poszukiwań dowiadują się, że matka Soledad; Catalina Quiroz (Ana Karina Manco), która tak naprawdę nie umarła tylko przesiadywała w więzieniu, właściciela fabryki cygar może unieważnić sprzedaż nieruchomości. Przybycie do miasta Cataliny znów ją połączy z Soledad. Niestety obydwie zakochane są w tym samym facecie.

## Obsada
- Maria Antonieta Castillo jako Soledad
- Miguel de León jako Alejandro Aguerrevere
- Ana Karina Manco jako Catalina Quiroz
- María Alejandra Martín jako Thais
- Dessideria D'Caro jako Maria Fernanda
- Alejo Felipe jako Luis
- Josué Villae jako Esteban
- Crisol Carabal jako Malinka
- Yul Bürkle jako Thomas
- Rhandy Piñango jako Ignacio
- Paula Bevilacqua jako Marin
- César Román Bolívar jako Andres
- Freddy Aquino jako Tonito
- Flor Elena González jako Carmen
- Beatriz Vázquez jako Ines